# Камполонго ал Торе-Кавенцано (Удине)
Камполонго ал Торе-Кавенцано је насеље у Италији у округу Удине, региону Фурланија-Јулијска крајина.
Према процени из 2011. у насељу је живело 758 становника. Насеље се налази на надморској висини од 13 м.